# Antonio Mayáns
José Antonio Mayáns Hervás (* 4. Mai 1939 in Valencia) ist ein spanischer Schauspieler.

## Leben
Mayáns belegte Schauspielkurse in London, wodurch er in seinem Heimatland zum Kreis des Work Shop gehörte, in dem englisch- und amerikanischstämmige Schauspieler in Spanien zusammengeschlossen waren und der ihm auch über dessen Verbindung zu Samuel Bronston Ende der 1950er Jahre erste Filmrollen ermöglichte. Nach Jahren mit Kleinst- und Nebenrollen kam seine Karriere aber erst gegen Ende des folgenden Jahrzehntes durch Rollen in Horrorfilmen in Fahrt. Seit 1973 ist vor allem seine Zusammenarbeit mit Jess Franco erwähnenswert, der ihn in zahlreichen Filmen einsetzte; oftmals unter dem Pseudonym Robert Foster. Seine Filmografie umfasst über 180 Titel. Gelegentlich war er auch als Drehbuchautor und Regisseur tätig.
Mayáns ist der Vater zweier Töchter, die ebenfalls als Schauspielerinnen aktiv sind.

## Filmografie (Auswahl)
- 1959: Beherrscher der Meere (John Paul Jones)
- 1961: König der Könige (King of Kings)
- 1967: Der Colt aus Gringo’s Hand (Un hombre y un colt)
- 1970: La muerte busca un hombre
- 1971: Kein Requiem für San Bastardo (A Town Called Hell)
- 1972: Ruf der Wildnis (Call of the Wild)
- 1973: Der Clan der Killer (Un tipo con una faccia strana ti cerca per ucciderti)
- 1973: Die Stunde der grausamen Leichen (El jorobado de la morgue)
- 1974: Dick Turpin
- 1974: Im Schatten des Mörders (La noche de los asesinos)
- 1978: La ciudad maldita
- 1980: Jungfrau unter Kannibalen (El canibal)
- 1980: Mondo Cannibale 3 – Die blonde Göttin der Kannibalen (Mondo cannibale)
- 1981: Sadomania – Hölle der Lust
- 1981: Cannibal Terror (Terreur cannibale)
- 1981: Die nackten Superhexen vom Rio Amore (Linda)
- 1981: Sumpf der lebenden Toten (Le lac de morts-vivants)
- 1983: Diamonds of Kilimandjaro (El tesoro de la diosa blanca)
- 1983: Oase der Zombies (La tumba de los muertos vivientes)
- 1984: El siniestro doctor Orloff
- 1985: Die Auferstehung der reitenden Leichen (La mansión de los muertos vivientes)
- 2002: Relic Hunter – Die Schatzjägerin (Relic Hunter, Fernsehserie, 1 Folge)
- 2005: H6 – Tagebuch eines Serienkillers (H6: Diario de un asesino)
- 2009: Cuéntame (Fernsehserie)